# Тренькаси
Тренька́си (рос. Тренькасы, чув. Тренкасси) — присілок у складі Чебоксарського району Чувашії, Росія. Входить до складу Шинерпосинського сільського поселення.
Населення — 116 осіб (2010; 103 у 2002).
Національний склад:
- чуваші — 98 %